# Bremner (rivière)
Pour les articles homonymes, voir Bremner.

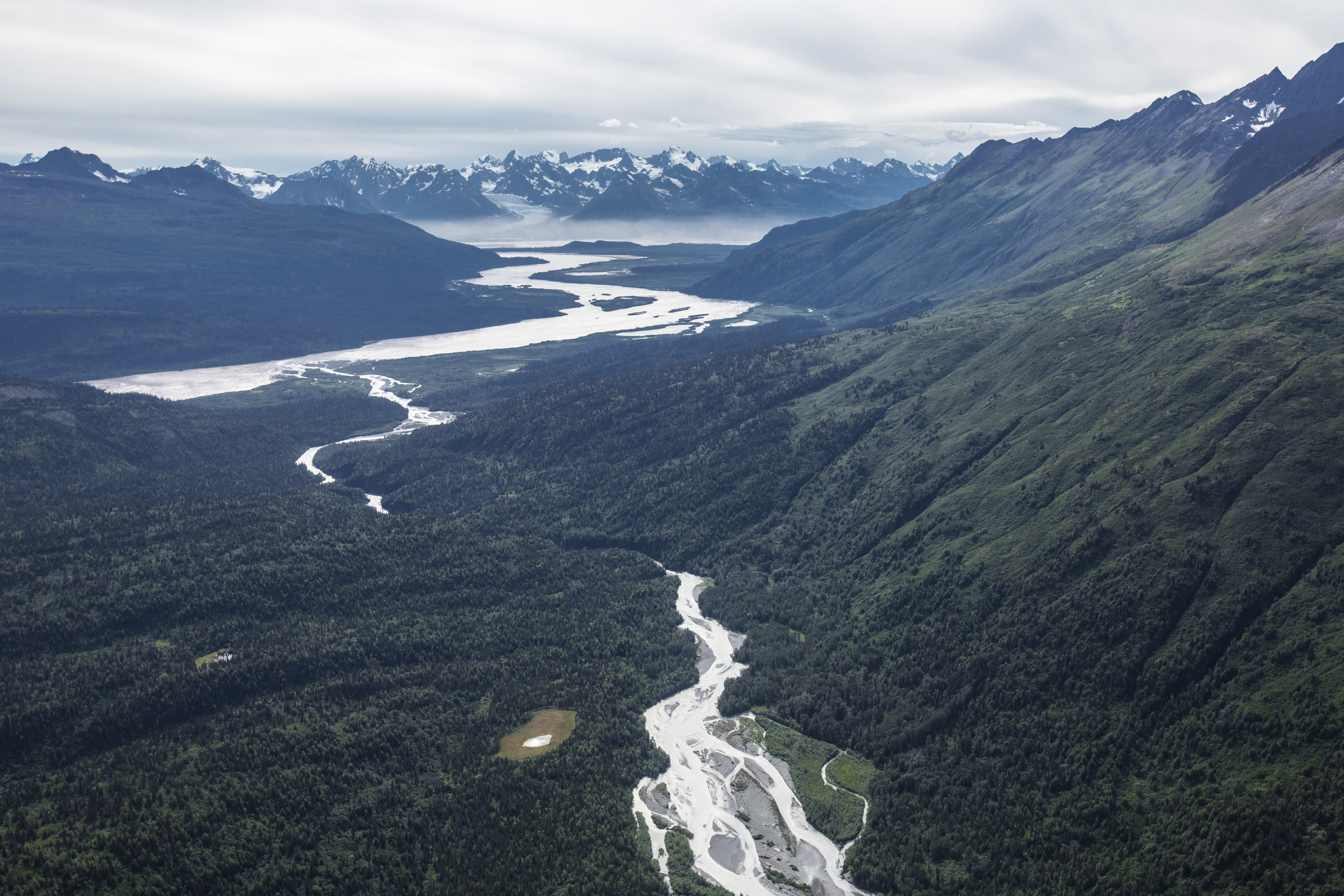
Rivière Bremner

La rivière Bremner est un cours d'eau d'Alaska, aux États-Unis situé dans la région de recensement de Valdez-Cordova. C'est un affluent de la rivière Copper.

## Description
Longue de 40 milles (64 km), elle est formée de la jonction de ses deux bras North et Middle Forks, et coule en direction du sud-ouest jusqu'à la rivière Copper où elle se jette à  45 milles (72 km) au nord-ouest de Katalla.
Elle a été nommée en 1885 par le lieutenant Allen, en souvenir de John Bremner, prospecteur, qui a remonté la rivière Copper en 1884.

## Bras et affluents
- East Fork Bremner
- North Fork Bremner
- South For Bremner
- Middle Fork Bremner
- Little Bremner

## Sources
- (en) « Bremner (rivière) », Geographic Names Information System